# Équipe d'Australie féminine de rugby à sept
L'équipe d'Australie féminine de rugby à sept est l'équipe qui représente l'Australie dans les principales compétitions internationales de rugby à sept féminin au sein de la World Rugby Women's Sevens Series, de la Coupe du monde de rugby à sept, des Jeux du Commonwealth et des Jeux olympiques d'été.

## Histoire
Alors que s'ouvre la première édition des Women's Sevens World Series pendant la saison 2012-2013 (en), la sélection australienne prend part à la compétition en tant qu'équipe permanente,,.

## Palmarès
Jeux olympiques d'été (première édition en 2016)
- 2016 (Brésil) : championnes olympiques
- 2020 (Japon) : cinquièmes
- 2024 (France) : quatrième

Coupe du monde (première édition en 2009)
- 2009 ( Émirats arabes unis) : Championnes du monde
- 2013 (Russie) : Cinquièmes
- 2018 (États-Unis) : Troisièmes
- 2022 (Afrique du Sud) : Championnes du monde

World Rugby Women's Sevens Series (première édition en 2012-2013)
- 2012-2013, classement final 5e, pas de victoire
- 2013-2014, classement final 2e, 2 étapes gagnées
- 2014-2015, classement final 3e, 1 étape gagnée
- 2015-2016, classement final 1re, 3 étapes gagnées
- 2016-2017, classement final 2e, pas de victoire
- 2017-2018, classement final 1re, 2 étapes gagnées
- 2018-2019, classement final 4e, pas de victoire
- 2019-2020, classement final 2e, pas de victoire
- 2021-2022, classement final 1re, 4 étapes gagnées

Jeux d'Océanie
- Deuxième en 2012
- Première en 2013
- Deuxième en 2014

## Joueuses emblématiques
- Nicole Beck
- Emilee Cherry
- Ellia Green
- Emma Tonegato